# Amt für Ländliche Entwicklung
Das Amt für Ländliche Entwicklung (ALE) ist eine Landesbehörde im Geschäftsbereich des Bayerischen Staatsministeriums für Ernährung, Landwirtschaft, Forsten und Tourismus. Die Ämter für Ländliche Entwicklung sind dem Staatsministerium als Behörden der Mittelstufe unmittelbar nachgeordnet.

## Geschichte
Die früheren Flurbereinigungsämter in Bayern wurden Anfang der siebziger Jahre zu Mittelbehörden aufgestuft und führten seitdem die Bezeichnung Flurbereinigungsdirektion. 1992 erfolgte die Umbenennung in Direktion für Ländliche Entwicklung. Im Rahmen der Reform Verwaltung 21 der Bayerischen Staatsregierung wurden die Direktionen 2005 zu Ämtern herabgestuft, dienen allerdings weiter als Mittelbehörde auf Regierungsbezirksebene.

## Aufgaben
Die Ämter für Ländliche Entwicklung sind die zuständigen Behörden für die Durchführung der integrierten Ländlichen Entwicklung, der Dorferneuerung und der Flurbereinigung in Bayern. Sie sind zuständig für die Vorbereitung, Leitung und Durchführung von Verfahren nach dem Flurbereinigungsgesetz. Außerhalb von Verfahren nach dem Flurbereinigungsgesetz sind die Ämter insbesondere zuständig für Maßnahmen der Dorferneuerung, für den Wirtschaftswegebau und für die Förderung des Freiwilligen Nutzungstausches. Ziel all dieser Maßnahmen ist es, gemeindeübergreifend die Standortqualität im ländlichen Raum zu steigern.

## Organisation
Es bestehen sieben Ämter für Ländliche Entwicklung:
- Amt für Ländliche Entwicklung Oberbayern in München (künftig Mühldorf am Inn)
- Amt für Ländliche Entwicklung Niederbayern in Landau a.d.Isar[2]
- Amt für Ländliche Entwicklung Oberpfalz in Tirschenreuth
- Amt für Ländliche Entwicklung Oberfranken in Bamberg
- Amt für Ländliche Entwicklung Mittelfranken in Ansbach
- Amt für Ländliche Entwicklung Unterfranken in Würzburg
- Amt für Ländliche Entwicklung Schwaben in Krumbach (Schwaben)